# Stéphane Goubert
Pour les articles homonymes, voir Goubert.
Stéphane Goubert, né le 13 mars 1970 à Montpellier, est un coureur cycliste français. Professionnel de 1994 à 2009, il a participé à dix Tours de France, avec pour meilleur classement une quatorzième place en 2009. Il a participé aux championnats du monde sur route de 2001 et 2007 avec l'équipe de France. Il a passé 20 ans au sein de l'équipe AG2R La Mondiale comme coureur puis directeur sportif.

## Biographie
Stéphane Goubert termine régulièrement dans les 20 ou 30 premiers des Grands Tours, mais sa longue carrière n'a été ponctuée d'aucune victoire individuelle, malgré ses capacités en montagne. Ayant débuté chez Festina, il se classe 16e de Paris-Nice en 1994, 8e de Paris-Camembert et 7e de la Japan Cup en 1995, ainsi que 6e du Tour Méditerranéen en 1996. Il a néanmoins réussi ses meilleurs résultats dans la seconde partie de sa carrière, après 1998, année à la fin de laquelle il se retrouve sans contrat, à l'issue de son passage chez Cofidis. Il est finalement recruté par l'équipe Polti, à la demande de son compatriote et ami Richard Virenque, pour épauler ce dernier lors des étapes de montagne.
Après quelques saisons sans résultat notable, il rebondit chez Jean Delatour au cours de la saison 2002 avec deux top 5 sur À travers le Morbihan et la Route du Sud. Il parvient à finir le Tour de France à la 17e place grâce à sa régularité dans les étapes de montagne, terminant notamment 14e au Plateau de Beille puis 13e au Mont Ventoux deux jours plus tard. Pour avoir rivalisé un temps avec Lance Armstrong dans l'étape pyrénéenne, il est alors surnommé « Goubistrong ». En 2003, il est 4e du Tour du Haut-Var, devancé par Sylvain Chavanel, Samuel Sánchez et Andrei Kivilev.
Il rejoint en 2004 AG2R Prévoyance dans un rôle de capitaine de route au service de ses leaders successifs Laurent Brochard, Christophe Moreau, Cyril Dessel et Rinaldo Nocentini. Pour sa première saison, il passe proche d'une victoire sur Route du Sud, terminant second de la dernière étape derrière Thomas Voeckler. Il se console avec le maillot de meilleur grimpeur. En 2005, il devient leader du Tour de Castille-et-León à la faveur d'une victoire lors du contre-la-montre par équipes. Il prend finalement la 7e place au général, perdant deux minutes lors de la dernière étape. En 2006, il finit 2e d'une étape du Tour du Limousin.
Sur le Tour de France 2007, il est le premier Français du classement final, à la 27e place. Il obtient cependant son meilleur résultat sur un Grand Tour lors de la Vuelta avec une 13e place. 11e sur le 4e étape aux Lacs de Covadonga, il se distingue particulièrement en troisième semaine, terminant deux fois 7e à Ávila et Alto de Abantos au contact des leaders. En 2008, après une 20e place au Tour de France, il signe une belle performance sur la Clásica San Sebastián en étant 8e dans le même temps que le vainqueur Alejandro Valverde et en décrochant deux podiums sur le Tour de l'Ain et le Grand Prix de Fourmies.
Stéphane Goubert arrête sa carrière à l’automne 2009 après avoir participé une dernière fois à Paris-Bourges. Sur le Critérium du Dauphiné, alors qu'il se trouvait en tête de la course à 500 mètres de l'arrivée avec le Belge Jurgen Van de Walle, il se fait dépasser par Pierrick Fédrigo et prend la 3e place. Pour son dernier Tour de France, il termine 14e grâce notamment à une 8e place à Bourg-Saint-Maurice.
Un jubilé marquant la fin de sa carrière s'est déroulé le samedi 12 décembre 2009. Plus de 500 cyclistes de sa région natale se sont retrouvés à Montpellier pour lui rendre hommage. Il devient ensuite directeur sportif, toujours chez AG2R avant de rejoindre Groupama-FDJ en 2025.

## Palmarès, résultats et classements mondiaux

### Palmarès amateur
- 1987
  - Champion de l'Hérault juniors
- 1991
  - Champion du Languedoc-Roussillon
- 1993
  - La Pyrénéenne
  - Tour du Pays Roannais :
    - Classement général
    - 1re étape

  - 2e du Circuit de Saône-et-Loire
  - 2e des Boucles du Tarn
  - 3e du Grand Prix Mathias Nomblot
  - 3e du Tour du Gévaudan

### Palmarès professionnel
- 2005
  - 3e étape du Tour de Castille-et-León (contre-la-montre par équipes)
- 2008
  - 2e du Grand Prix de Fourmies
  - 3e du Tour de l'Ain
  - 8e de la Classique de Saint-Sébastien

### Résultats sur les grands tours

#### Tour de France
10 participations
- 1999 : 74e
- 2001 : 31e
- 2002 : 17e
- 2003 : 31e
- 2004 : 20e
- 2005 : 34e
- 2006 : 37e
- 2007 : 27e
- 2008 : 20e
- 2009 : 14e

#### Tour d'Espagne
6 participations
- 1995 : 26e
- 1996 : abandon
- 1998 : abandon
- 2004 : abandon (11e étape)
- 2006 : 29e
- 2007 : 13e

#### Tour d'Italie
1 participation
- 1999 : abandon

### Classements mondiaux
| Année                  | 1994 | 1995 | 1996 | 1997  | 1998 | 1999 | 2000 | 2001 | 2002 | 2003 | 2004 | 2005 | 2006 | 2007 | 2008 | 2009 |
| ---------------------- | ---- | ---- | ---- | ----- | ---- | ---- | ---- | ---- | ---- | ---- | ---- | ---- | ---- | ---- | ---- | ---- |
| Classement UCI         | nc   | 237e | 352e | 1201e | 837e | 749e | nc   | 459e | 293e | 471e | 406e |      |      |      |      |      |
| Classement ProTour     |      |      |      |       |      |      |      |      |      |      |      | nc   | nc   | 102e | 91e  |      |
| Calendrier mondial UCI |      |      |      |       |      |      |      |      |      |      |      |      |      |      |      | 147e |